# Калмикова Наталія Фернандівна
Калмикова Наталія Фернандівна (нар. 4 лютого 1982, Вінниця) — український державний службовець, Міністр у справах ветеранів України (з 5 вересня 2024 року).

## Біографія
Наталія Калмикова народилася у 1982 році у Вінниці. З 1999 до 2005 року навчалася у Вінницькому національному медичному університет, пізніше у 2019—2021 роках навчалась у Вінницькій академії безперервної освіти за спеціальністю «Магістр публічного управління та адміністрування», навчання завершила з відзнакою. Також Наталія Калмикова навчалася у бізнес-школі «MIM-Kyiv» за програмою MBA, завершила навчання за програмою програмою Фулбрайта в Університеті штату Нью-Йорк у Буффало.
З 2005 по 2012 роки Наталія Калмикова працювала лікарем-інтерном Вінницької міської лікарні швидкої медичної допомоги. З 2007 по 2008 роки вона також за сумісництвом працювала консультантом з медичних питань представництва фірми «Алкон Фармасьютікалс Лтд» в Україні, а з 2008 по 2017 роки вона працювала консультантом з маркетингу ПП «Delta Medical PoE». Одночасно з 2014 року вона зайнялась волонтерською діяльністю, за що отримала низку премій та відзнак від військового керівництва.
З 2018 по 2021 року Наталія Калмикова працювала менеджером фонду «Повернись живим». 

### На державній службі
З червня по грудень 2021 року вона була радником з гендерних питань командування Сухопутних військ ЗСУ, а з лютого 2022 по вересень 2023 року була виконавчим директором Українського ветеранського фонду.
27 вересня 2023 року Кабінет Міністрів України призначив Наталію Калмикову заступником міністра оборони України з питань соціального розвитку.
На цій посаді вона відзначилася низкою реформ у сфері охорони здоров’я і психологічному забезпеченні, рекрутингу до Сил оборони, змінами в соціальній та гуманітарній сфері, захисті прав військовослужбовців та навчанні. Була запроваджена спрощена процедура списання військово-медичного майна (аптечок, сумок та наплічників), що, в свою чергу, дозволило вирішити питання із забезпеченням війська аптечками. 
5 вересня 2024 року Наталія Калмикова призначена Міністром у справах ветеранів України.

## Критика
Призначення Наталії Калмикової на посаду Міністра у справах ветеранів викликало критику з боку військових. На їх думку це міністерство має очолювати ветеран війни, обізнаний з проблемами ветеранів. Також Наталія Калмикова потрапила у скандал через трьох дорослих братів, жоден з яких не воює. Один із них – Олексій мешкає у США, Анатолій – активний користувач російської соцмережі ВКонтакте, в якій насміхався з гасел Революції гідності.

## Особисте життя
Наталія Калмикова виховує двох синів.